# Gerardo González Aquino
Gerardo González Aquino (n. 27 de octubre de 1953; Asunción, Paraguay) es un exfutbolista paraguayo que se desempeñaba como mediocampista, recordado por ser uno los integrantes de la nómina del primer título de América de Cali. Durante su permanencia en el conjunto escarlata, adoptó la nacionalidad colombiana.
Actualmente se desempeña como asistente técnico de Víctor Genes.

## Trayectoria

### Jugador
En su carrera jugó para Nacional y Cerro Porteño de Paraguay, y el América de Cali de Colombia, equipo al cual llegó con uno de sus más grandes amigos del fútbol: Juan Manuel Battaglia. En Cerro y en el América logró campeonatos nacionales y excelentes campañas en la Copa Libertadores de América. Además también fue parte y jugador clave de la Selección de fútbol de Paraguay.
Llegó al América en 1979 debutando en un cuadrangular amistoso contra Argentinos Juniors de Diego Armando Maradona. oficialmente debutó el 18 de febrero de ese año frente a Cúcuta Deportivo y finalizó su carrera frente a Atlético Nacional el 21 de diciembre de 1986, jugando un total de 346 partidos con 14 goles marcados, ídolo indiscutible del América de Cali, el Hombre de las Revoluciones, como era conocido, fue un jugador temperamental y con carácter de líder indiscutible. Fue capitán del equipo que conformó la época dorada en los Diablos Rojos. Ganó en total 6 títulos, 5 consecutivos, disputando dos veces la final de la Copa Libertadores de América en 1985 y 1986.

### Entrenador
A su retiro como futbolista activo en 1986, González Aquino se preparó en Chile y España para ser director técnico, entre 1987 y 1988 fue asistente técnico del Dr. Ochoa en América, rol que desempeñó luego en 1990. También dirigió en suelo cafetero al Deportivo Pereira y Once Phillips sin mucho éxito. Después trabajó en Cerro Porteño donde lograría 2 títulos oficiales y destacadas campañas a mediados de los 90's. Regreso a Colombia en 1996 para dirigir al Deportes Tolima donde logró una campaña regular, fue Asistente Técnico de la Selección Paraguaya camino a Francia 98, En septiembre de 2006 asumió la dirección técnica del América de Cali de Colombia, con Roberto Cabañas como asistente técnico pero fue destituido después de la segunda fecha del Apertura 2007 tras empatar con La Equidad, equipo que acababa de ascender a la primera división colombiana. Los resultados del conjunto durante su gestión no fueron los mejores, y curiosamente el 13 de febrero de 2007, fecha en la que los Diablos Rojos celebraban su octagésimo aniversario, González Aquino fue despedido del plantel escarlata. Su reemplazo fue el propio Cabañas, con Alex Escobar como asistente. Desde 2010 dirige a las categorías menores de la Paraguay Sub-17 y Sub-15.

## Clubes

### Como futbolista
| Club            | País     | Año       |
| --------------- | -------- | --------- |
| Nacional        | Paraguay | 1973-1975 |
| Cerro Porteño   | Paraguay | 1976-1978 |
| América de Cali | Colombia | 1979-1986 |

### Como entrenador
| Club                     | País     | Año             |
| ------------------------ | -------- | --------------- |
| América de Cali(*)       | Colombia | 1987-1988       |
| Deportivo Pereira        | Colombia | 1989            |
| Once Caldas              | Colombia | 1991-1992       |
| Cerro Porteño            | Paraguay | 1994 1995       |
| Deportes Tolima          | Colombia | 1996-1997       |
| Selección de Paraguay(*) | Paraguay | 1996-1999       |
| América de Cali          | Colombia | 2006-2007       |
| Paraguay Sub-17          | Paraguay | 2010-2011       |
| Paraguay Sub-15          | Paraguay | 2012-Actualidad |

(*) Como asistente técnico.

## Palmarés

### Como futbolista
| Título           | Club            | País     | Año  |
| ---------------- | --------------- | -------- | ---- |
| Primera División | Cerro Porteño   | Paraguay | 1977 |
| Primera División | América de Cali | Colombia | 1979 |
| Primera División | América de Cali | Colombia | 1982 |
| Primera División | América de Cali | Colombia | 1983 |
| Primera División | América de Cali | Colombia | 1984 |
| Primera División | América de Cali | Colombia | 1985 |
| Primera División | América de Cali | Colombia | 1986 |

### Como entrenador
| Título           | Club          | País     | Año  |
| ---------------- | ------------- | -------- | ---- |
| Primera División | Cerro Porteño | Paraguay | 1994 |
| Torneo República | Cerro Porteño | Paraguay | 1995 |